# دودمان تراستامارا
خاندان تراستامارا (انگلیسی: House of Trastámara) دودمانی از شاهان اسپانیا بودند که توسط انریکه دوم، پادشاه کاستیا به قدرت رسیدند.